# ياسمين ألين
ياسمين كاي ألين (مواليد 10 يوليو 1989 لندن) هي ممثلة وعارضة أزياء تركية.

## السيرة الذاتية
ولدت ياسمين من أب بريطاني يدعى "دادلي ألين" ومن الممثلة والمغنية البريطانية التركية "سونا يلدز أوغلو" كما لديها شقيقاً يدعى "كان". إنتقلت مع عائلتها إلي بريطانيا وهي تبلغ ثلاثة أشهر، ثم سافرت رفقة والدتها إلى أستراليا بعد نهاية دراستها الابتدائية حيث درست هناك السينما والتلفزيون بالإضافة لدراستها للغه اليابانية ما خول لها الفوز بمنحة من جامعة كوينزلاند للتقنية. عادت بعدها إلى تركيا في سن الثامنة عشر، لتتخرج من معهد الكونسرفتوار تخصص الفنون المسرحية.

## حياتها الخاصة
واعدت ياسمين الممثل التركي أونور تونا خلال تصويرها المسلسل التركي حياة ثم انفصلا.

## أعمالها

### ألبومات
| Year | Artist        | Song             | Notes |
| ---- | ------------- | ---------------- | ----- |
|      | Ilgaz Erel    | "Rüyamda"        |       |
|      | Ogün Şanlısoy | "Büyüdük Aniden" |       |

### إعلانات
| السنة | شركة / المنتج | الدور | النتائج |
| ----- | ------------- | ----- | ------- |
| 2009  | سبرايت        | نازلي |         |
| 2013  | N11.com       |       |         |
| 2014  | TTNET         | نيتا  |         |

### أفلام
| السنة | العمل               | الدور      | النتائج     |
| ----- | ------------------- | ---------- | ----------- |
| 2016  | ان عادت فهي لك      | سيلين      | دور البطولة |
| 2013  | الماء والنار (فيلم) | ياغمور إفي | دور البطولة |

### مسلسلات
| Year      | Title                                   | Role                     | Notes        |
| --------- | --------------------------------------- | ------------------------ | ------------ |
| 2008      | Elif                                    | Elif Doğan               | 15 حلقة      |
| 2010      | سنوات الصفصاف                           | Elena Banderenko/Karakuş | 3 حلقات      |
| 2010–2011 | Yerden Yüksek                           | Juliette/Jüjü            | 37 حلقة      |
| 2011–2012 | Hayat Devam Ediyor                      | Pelin Akça               | 42 حلقة      |
| 2013–2014 | الرحمة (مسلسل)                          | ملك تونالي               | 44 حلقة      |
| 2014      | حريم السلطان (مسلسل)                    | سلطان دفني / لويزا       | حلقة 11      |
| 2014      | مسابقة الجمال إليت ملكة جمال تركيا 2014 | نفسها                    | فوزها بنفسها |
| 2014–2015 | ثأر الأخوة ‏                             | Sibel                    | 21 حلقة      |

## جوائز
| السنة | الجائزة                             | الفئة                   | العمل | النتائج |
| ----- | ----------------------------------- | ----------------------- | ----- | ------- |
| 2014  | جائزة الإنترنت ووسائل الإعلام للسنة | أفضل نجمة تلفزيون للسنة |       | فوز     |

## وصلات خارجية
- ياسمين ألين على موقع IMDb (الإنجليزية)
- ياسمين ألين على موقع ألو سيني (الفرنسية)
- ياسمين ألين على موقع قاعدة بيانات الفيلم (الإنجليزية)

- الممثلة التركية «ياسمين ألين « تتعرض للتحرش